# 莫里斯·奥舍皮耶
莫里斯·奥舍皮耶（法語：Maurice Hochepied，1881年10月9日—1960年3月22日），法国男子游泳、水球运动员。他曾代表法国参加1900年夏季奥林匹克运动会，获得男子200米团体游泳银牌。